# Мемберньо, Альберто де Хесус
Альберто де Хесус Мембреньо (исп. Alberto de Jesús Membreño; 1859, Тегусигальпа — 6 февраля 1921, Тегусигальпа) — гондурасский политический, государственный и дипломатический деятель, президент Гондураса (28 июля 1915-1 февраля 1916), министр внутренних дел и юстиции (1911), министр иностранных дел Гондураса (1883), министр развития, сельского хозяйства и труда (1916), министр народного просвещения (1916), депутат и секретарь Национального конгресса Гондураса, юрист, судья, филолог.
Изучал право в Национальном университете Гондураса. Работал в судах республики.
Участвовал в политической жизни общества. Член Национальной партии Гондураса. 
В 1883-1884 годах был ректором Национального университета Гондураса. В 1883 году занял кресло	министра иностранных дел Гондураса, работал послом в Испании.
В 1887 году стал депутатом Национального конгресса Гондураса. В 1889-1990 гдах — секретарь Национального Конгресса Республики.
В 1903-1904 годах — министр развития, общественных работ и сельского хозяйства Гондураса. В 1911 годах был министром внутренних дел и юстиции страны, в 1916 — министр развития, общественных работ и сельского хозяйства. Затем назначен министром народного просвещения.
Судья Высшей судебной палаты. 
С 28 июля 1915 по 1 февраля 1916года занимал пост президента Гондураса. 
Во время его правления восстановил Научно-литературную академию и заложил г. Пуэрто-Эрреру в устье реки Крута. При нём был создан национальный гимн Гондураса.